# 矢尾本店
株式会社矢尾本店（やおほんてん）は、埼玉県秩父市別所の日本酒の蔵元、酒造会社。銘柄は「秩父錦」であり、このブランドで日本酒を製造している。また、焼酎や果実酒なども手がけている。

## 沿革
1749年（寛延2年）、近江商人の矢尾喜兵衛が秩父へ移り、地元の松本家から土地と酒蔵を借り受けて酒造業を創業、升屋利兵衛ないし枡屋喜兵衛の商号で以降事業を拡張し、1790年（寛政2年）には季借用酒株を松本家より買い取り、自営となった。
1899年（明治32年）、「花陽」を商標登録。
1910年（明治43年）、合名会社矢尾商店として法人化。
1971年（昭和46年）、「秩父錦」を発売し、銘柄とする。1981年（昭和56年）には焼酎「だんべえ」を発売。
1982年（昭和57年）、酒造卸部を上町から日野田町1-9-25へ新築移転（酒造工場は上町に存続）。
1988年（昭和63年）、株式会社矢尾商店から酒造、卸部門を分社化し、矢尾本店を設立する。同年には果実酒「秩父音楽寺ワイン」を発売し、さらに1994年（平成6年）には果実酒「シャトー秩父」を発売した。
1994年（平成6年）、酒造工場を上町から別所に移転し、酒蔵資料館などを併設した観光施設「酒づくりの森」を開設。
2015年（平成27年）、長らく在職した南部杜氏の鷹木祐助が引退し、社員杜氏に移行。